# 直島
直島（なおしま）は香川県香川郡直島町に属する瀬戸内海の島である。大小27からなる直島諸島の主要島であり、古くは加茂女島、加茂津久島、真知島などと呼称されていたほか、近世には男木島、女木島と合わせて直島三ヶ島とも呼称されていた。岡山県玉野市の宇野港沖合いに位置する花崗岩に覆われた丘陵性の平地に乏しい島で、東西約2キロ、南北約5キロの大きさである。1917年に三菱金属鉱業の銅製錬所が建造され、工業の島として栄えたが、ベネッセが主導した「直島プロジェクト」により現代美術が取り入れられ、国際的な観光の島へとリノベーションが行われた。

## 地理
直島は瀬戸内海国立公園内、香川県高松市の北方およそ13キロ、岡山県玉野市の南方およそ3キロに位置する。1934年設置時に直島自体は南部が瀬戸内海国立公園の指定を受けている。期間を経て指定の拡張・削除はあったものの、2013年時点ではおおむね宮浦港から本村港にかけての南側海岸線沿いの地域が第2種特別地域となっている。山地が島北部と中央部、南部に分散しており、山を取り巻く形で集落が形成されている。島の南部が「文化・リゾートエリア」、中央部が「文教・行政エリア」、北部が「工業エリア」に区分されており、それぞれ特色を持った行政が行われている。

### 地質・気候
地質は、島のほぼ全てが中生代白亜紀後期に生成された黒雲母花崗岩から成り、直島諸島の他の島々と同様の特質を示す。1982年に直島町役場を新設する際に実施されたボーリング地質調査により、地表から9.3mまでが海成堆積層、11.5mまでが陸上での谷底堆積物、13.7mまでが基盤岩風化層、それより下に基盤岩が確認されている。
島全体が寒暖差の穏やかな瀬戸内海式気候であり、年間降水量は1,000 mm前後となっている。春から初夏にかけては瀬戸内海特有の濃霧が多発し、海上交通の大きな妨げとなっている。1684年以降の200年間で500件を超える海難事故が発生していたと記録されているように荒れた天気になることが多く、島の玄関口である宮浦港前にある磯（帆掛石、俎石）には赤色と緑色の灯台が建っている。

### 山地・丘陵地
島の中央にある地蔵山が最も標高が高く、山頂には山中高法師が建立した平和不動尊像がある。国土地理院の地図には以下の山名が記載されている。
- 地蔵山 (122.8m)
- チキリ峰 (119m)
- 風戸山 (116.4m)
- 京ノ山 (105.3m)
- 姫泊山 (100.7m)
- 鎧山
- 串山 (46m)

### 水系
名のついた河川はほとんど無く、広木池から流れる広木川程度である。一方島全体で大小合わせておよそ100個のため池が点在しており、農耕用水として活用されている。工業用水用途としては北部にヘキダム、才の神ダムが整備され、中央部に直島ダムが建設されている。
沿岸部に目を向けると砂浜と岩礁が交互に点在する特徴的な汀線となっており、環境省が選定する「生物多様性の観点から重要度の高い海域」に指定されている。

### 植生
1917年に銅精錬所を誘致したことで工業の島として開発が進められたこともあり、煙害で第二次世界大戦後の時点で直島は森林がほとんど存在しない島となっていた。このため、1950年代以降より段階的な緑化工事が実施され、島内山部はクロマツ、クスノキ、ニセアカシア、ウバメガシ、メラノキシロンアカシア、ヤシャブシ、シャシャンボ、ヒサカキ、ヤマモモ、ネズミサシ、アカメガシワなどが混合する林相となっている。二次植生であることが影響し、低山地などでは発達が貧弱な箇所も随所に見られる。1976年以降で7度の森林火災が記録されており、特に2004年に発生した森林火災は島面積のおよそ16%にあたる122haが焼損している。

### 交通

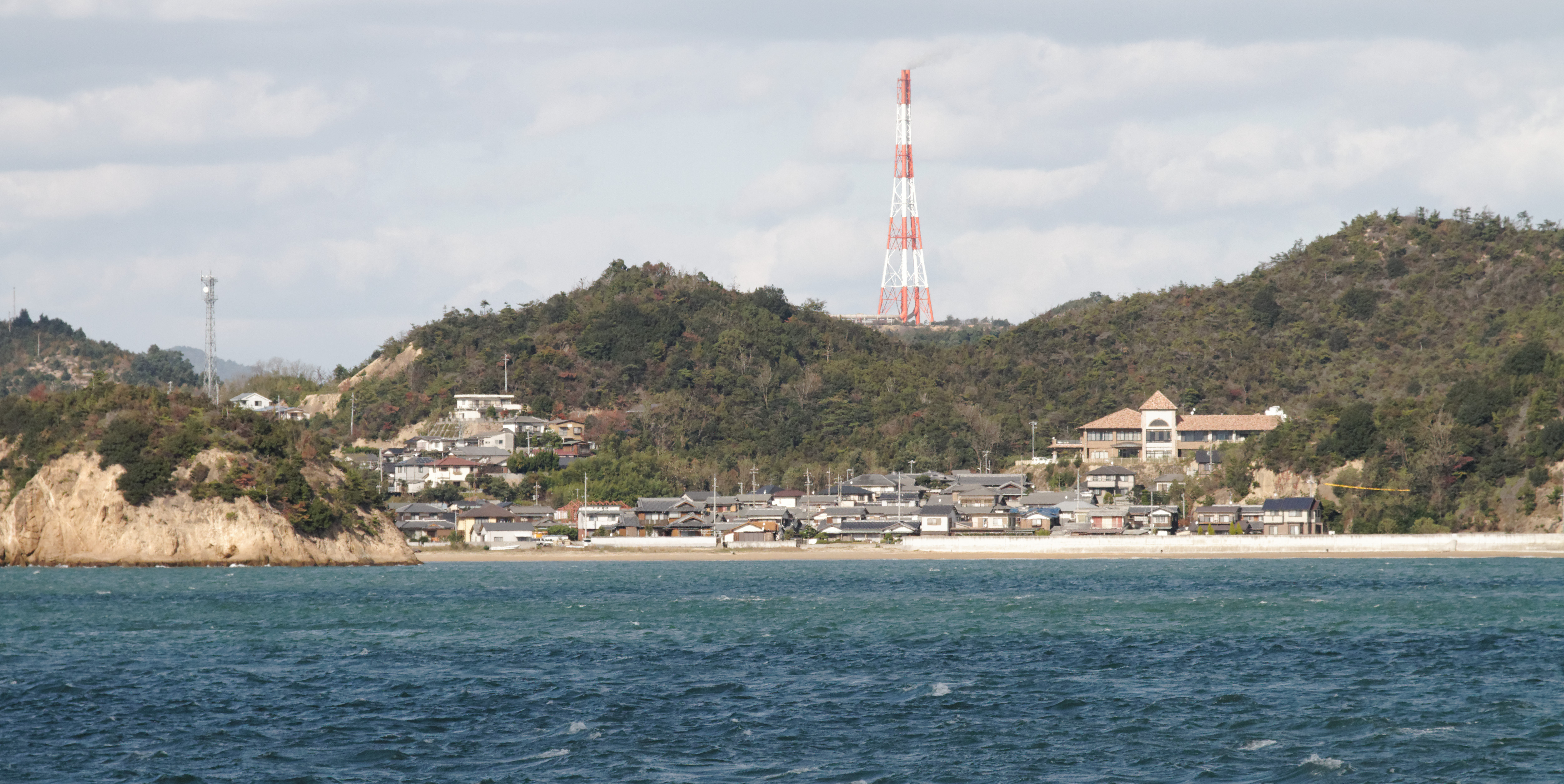
宮浦地区から見える煙突（2011年撮影）

本州、四国それぞれからフェリーおよび小型客船が発着しており、高松港からは約1時間、宇野港からは約20分の距離にある。直島の港湾としては客船用を発着をメインとして運用されている宮浦港、本村港（直島港）のほか、工業関連の船舶が利用することをメインとした風戸港がある。
- 宮浦港(みやのうらこう)

直島西岸に位置する港湾で、宇野、高松双方のフェリーが発着する直島の玄関港として機能している。従来は漁港として活用されていたが、工業化を契機として1917年より本格的な港湾整備が行われ、現代に至っている。
- 本村港（ほんむらこう）

直島東岸に位置する港湾で、古来より使用されていた港である。本村地区にあるため、フェリーを運航する四国汽船や直島観光協会などでは「本村港」表記をしているが、香川県や直島町などの自治体では「直島港」と表記されている。主として漁業港や、島民の生活物資の取り扱いなどをメインとして運用されている。
- 風戸港(せとこう)

直島北岸に位置する港湾で、1917年の工業化に伴い精錬所の工業港として整備された港である。
定期航路は本州、四国の他に豊島、犬島、小豆島行の便がある。瀬戸内海の離島の中では比較的アクセスの良い方にあたり、他地域とも活発な交流がなされている。
島内の公共交通機関としては、玄関港である宮浦港から町営バスならびに無料シャトルバスが運行されており、島南部に位置するベネッセアートサイト直島までの区間を走行している。

## 由来
島名の由来としては、保元元年（1156年）、保元の乱に敗れて讃岐に配流された崇徳天皇がこの島に立ち寄り、純真実直な島民にちなんで「直島」と名付けたという逸話が伝えられている。『保元物語』には、御所の造営完了を待つために直島で3年間を過ごしたことが伝えられており、島内には崇徳天皇を祀る神社や歌碑が設けられている。平安時代末期の歌謡集『梁塵秘抄』には崇徳天皇について詠んだ「讃岐の松山に、松の一本歪みたる、捩りさの捩りさに猜うだる、かとや、直島の、然許んの松をだにも直さざるらん」という歌が収められており、ここにも「直島」という名称で登場している。
直島という呼称が用いられる前は加茂女島、加茂津久島、真知島などと呼称されていた。直島を中心とした地誌である『直島旧跡順監図会』には、かつて加茂女島や名賀島などと呼ばれたということの他、「此島にて吉備の軍勢を待せ給ひしより待島といふ。其後いつしか直島といへるは待島をちぢめていへるならん。」と、待島が転化して直島となったという別の由来が紹介されている。

## 歴史
直島での人類の居住は旧石器時代後期と見られ、この時代の遺跡としては、1954年から1955年にかけて発掘調査が実施された直島諸島を形成する井島の井島遺跡や、2021年に登録された荒神島の荒神島西丘陵遺跡がある。縄文時代、弥生時代の遺跡は直島でも確認されており、横防遺跡、外が浜遺跡、くらら遺跡、重石遺跡、おかめ鼻遺跡などが知られている。
古墳時代に入ると製塩や漁業を生業とした住民が海岸部に集落を形成して居住し、活発な海上交易が行われていたとみられ、27島のうち10島に古墳の遺跡が確認されている。そのうち喜兵衛島では国史跡に指定されている古墳時代の喜兵衛島製塩遺跡が発見されており、荒神島では北部に祭祀、墳墓、製塩跡といった三カ所の遺跡が発見されている。また、近郊の女木島には古墳時代中期の丸山古墳が、無人島の葛島には葛島古墳が発見されている。

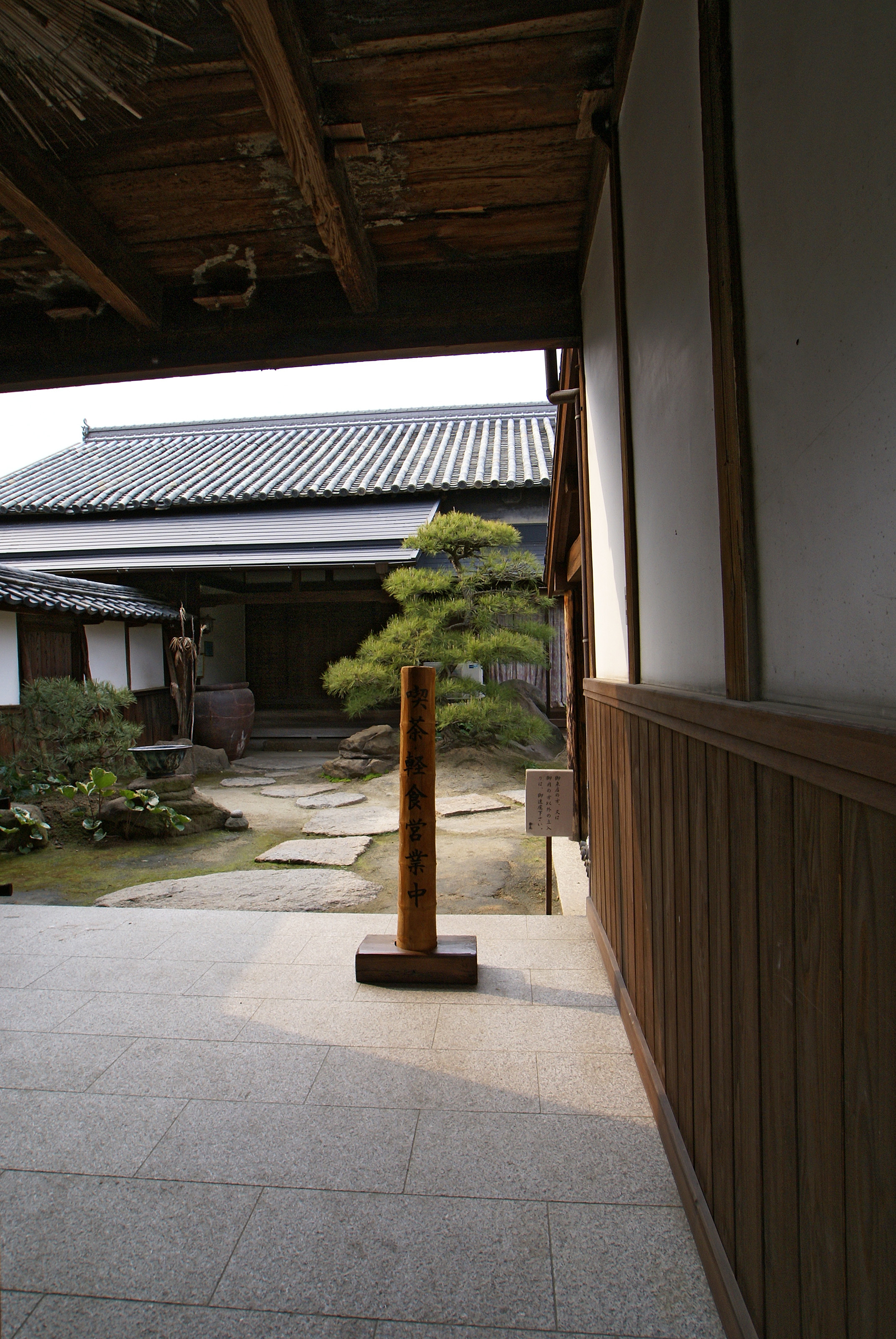
三宅氏邸宅。改装され、茶屋「おおみやけ」として一般開放。

古代・中世は備前国に属していたとみられるが、室町時代に細川氏の支配下に入って以降天領となるまでの期間は所属国が明確でない。讃岐守護となった細川氏は宇多津を拠点に主要な島嶼および讃岐国内の港を直接統治し、海上交通網を整備した。直島は1582年、豊臣秀吉の備中高松城の戦いにおいて海上を警護した功により男木島、女木島とともに高原次利の支配下となったが、江戸幕府の改易によって1672年には幕府直轄の天領地となり、海運業を中心とした発展を見せた。江戸幕府は年貢米を江戸に運ぶため河村瑞賢に命じて航路開発を行わせたが、直島の船もこれに従事し、城米船として輸送を担った。1677年時点で24艘の廻船を所持していた。以降は一時高松藩預かりとなった時期はあったものの、倉敷支配所の影響下のもと、三宅氏が明治時代まで代々庄屋を勤めた。天領地となって以降は歌舞伎や浄瑠璃といった芝居がさかんに行われるようになり、現代では香川県の無形文化財に指定される直島独自の直島女文楽が根付く契機となった。
1917年10月に三菱金属鉱業が東洋初となる反射炉法による銅精錬が可能な精錬所を直島に建設すると、島民の半数が製錬所やその関連企業に携わる工業を中心とした島へと変貌を遂げた。当時、足尾鉱毒事件などに代表される公害問題に頭を悩ませていた産銅事業者は瀬戸内海の島嶼に目を付け、相次いで精錬所を建てていた。直島に先行する精錬所としては1896年に住友金属鉱山が四阪島に建設した四阪製錬所、1899年に深川鉱山が契島に建設した深川鉱山製錬所、1909年に坂本金弥が犬島に建設した犬島精錬所などがある。三菱金属鉱業もこの流れに追随して豊島に精錬所の建設を打診したが没交渉となり、その後1916年に直島を候補地に挙げて交渉に乗り出した。当時の直島村の村長であった松島九三郎は、凶作や伝染病で疲弊した島の経済を立て直すために企業誘致による活性化を目指して三井造船に働きかけを行っていたがうまくまとまらなかったことから、打診してきた三菱金属鉱業の精錬所誘致が決定された。
この誘致により直島は純金生産において日本一となり、産業島としてその名が知られるようになった。2000人程度であった島の人口も大幅に増加し、1958年には7500人を超える島民を抱える発展を見せた。瀬戸内海の他の島同様、長らく水問題に苦しんでいたが、1966年に直島ダムを建設し、1970年に玉野市より給水を行うための海底パイプが開通したことにより生活水準の大きな改善が見られた。
しかし、工業による発展は1960年代ごろより次第に陰りを見せるようになった。そんな中、1955年に福武書店を創業した福武哲彦は、当時の直島町町長であった三宅親連と1985年に邂逅し、瀬戸内の島に世界中の子供が集える場所を作りたいとの想いを伝え、直島を芸術の島として整備する「直島プロジェクト」（後のベネッセアートサイト直島）の構想が立ち上がった。翌1986年に哲彦が逝去した後もその遺志は福武總一郎に引き継がれ、建築家安藤忠雄監修のもと、1989年に直島国際キャンプ場が、1991年に直島コンテンポラリーアートミュージアムが開業した。また、空き家となった民家を基にした現代美術作品を作り上げる家プロジェクトが企画され、1998年には最初の作品として宮島達男の「角屋」が制作された。
以降、直島は観光の島として地位を確立すべくアートとの結びつきをさらに強め、2004年にはクロード・モネ、ジェームズ・タレル、ウォルター・デ・マリアの作品のみを取り扱った地中美術館が開館し、2010年7月からは周囲の島をも巻き込んだ瀬戸内国際芸術祭が開催されるようになった。

## 特色

### 人口

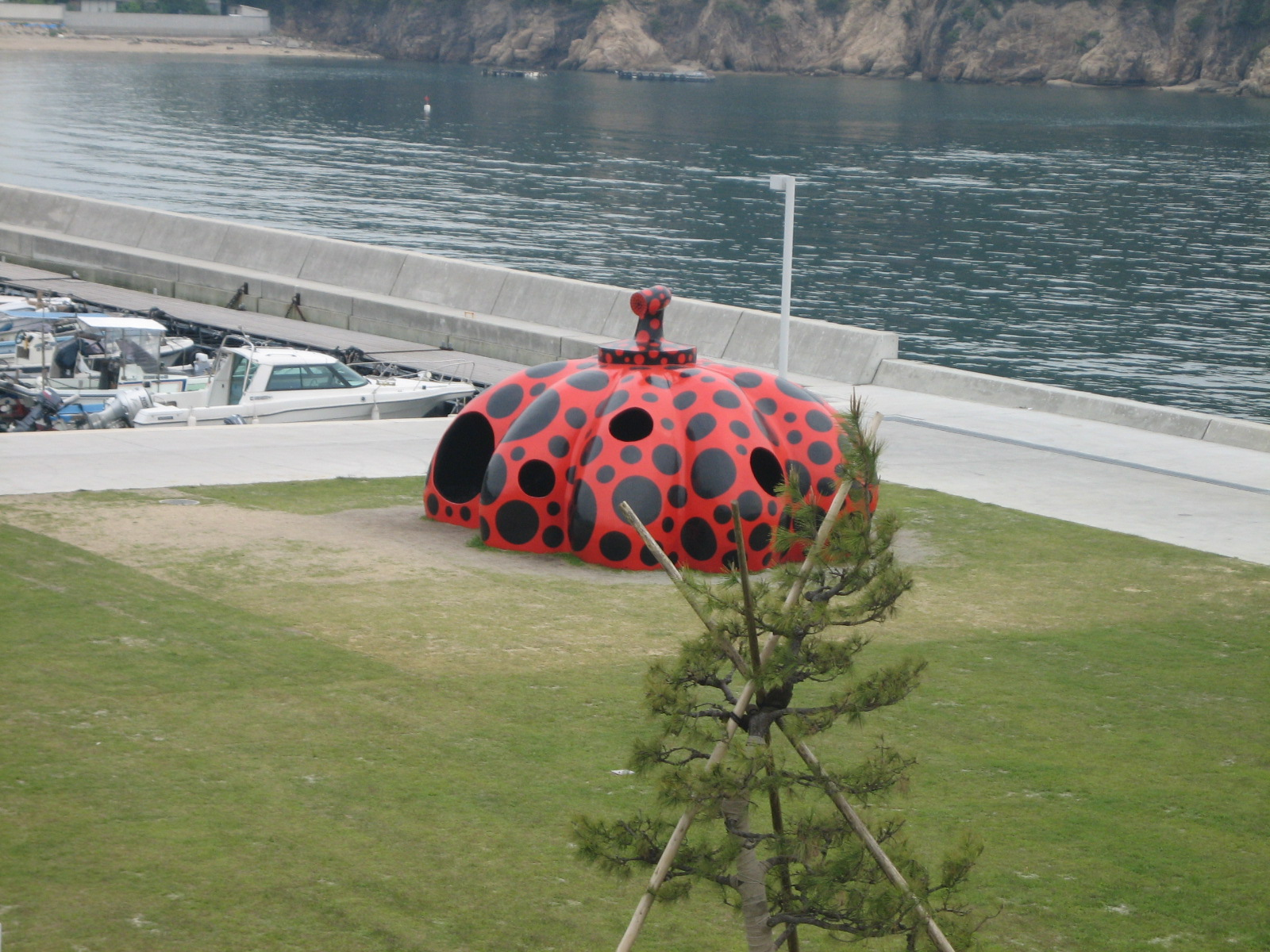
宮浦港に設置されている草間彌生制作の「赤かぼちゃ」（2006年）

直島町は第二次世界大戦後の復員や第一次ベビーブームなどの影響によって人口が大きく増加した1955年の7501人をピークに減少傾向にあり、2020年の国勢調査では3103人と発表されている。そのほとんどが直島に居住しており、2020年時点の直島町人口3103人のうち、3071人が直島に居住している。住民基本台帳の情報で見ても2024年現在で直島に居住する人口は2880人となっており、同様に減少傾向を示している。また、地区別に見ると、2024時点のデータでは宮浦地区が1260人ともっとも集中しており、積浦地区（356人）、鷲ノ松地区（302人）と続いている。直島町では2060年までに人口が1500人程度になるだろうという見通しを2015年に発表している。
また、その人口構成も少子高齢化が著しく進行しており、2010年時点の従属人口指数は直島町全体で70.0に達している。産業別に見てみると、観光の島としてのリノベーションを進めつつも昭和初期の工業の島の特徴を色濃く残しており、2000年時点の国勢調査では、第一次産業が8.6%、第二次産業が45.1%、第三次産業が46.3%となっている。

### 経済
三菱財閥4代目岩崎小弥太主導のもと、1917年に直島精錬所が建設されると、工業の島として大きな発展を見せた。企業城下町として従業員やその家族などが流入してきたことにより、それまで2000人程度であった島の人口は1940年までに倍増した。税収の85%が精錬所関連のものとなり、地方交付税に頼らない安定した町政が行われた。終戦後は人材不足や石炭不足などによる1年半の稼働停止や過度経済力集中排除法制定による分社化などがあったものの、1960年代に入るまで直島の主たる産業として経済の中心に位置していた。現代においては金属精錬だけでなく金属リサイクルやサーマルリサイクルといった事業も行われている。
工業が斜陽となって以降は観光業に大きく力を注いでおり、年間4万人を超える観光客が訪れる島となっている。はじめて瀬戸内国際芸術祭を行った2010年には90万人を超える来場者が記録された（後述）。3年に一度開催される瀬戸内国際芸術祭によって直島は国際的な注目度も高まり、ニューヨーク・タイムズが特集した「2019年に行くべき場所」では日本で唯一第7位に選出されている。2000年代に入り人口減少とともに下落傾向にあった地価は2012年に底打ちして上昇に転じ、2018年にはバブル期以来の上昇幅を見せている。一方で漁業も盛んに行われており、現代においてはハマチや海苔、タイの養殖が多く、特にハマチと海苔の水揚げ量は香川県最大となっている。

### 文化
直島独自の文化として直島女文楽がある。天領であった江戸時代から盛んに行われていた芸能交流によって下津、乾、高田、山名という4つの人形浄瑠璃の家元が興った。その人気は1873年に起きた海難事故によって人形浄瑠璃関係者が死亡するという事故があって以来下火となっていたが、戦後に入り女性を中心とした人形使いを集めた直島女文楽後援会が組織され、伝統文化の保存発展に傾注したことで1955年に香川県無形文化財に指定されるに至った。
宮浦港のすぐそばには応神天皇を祭神とする住吉神社があり、応神天皇が直島に上陸した際に腰掛けたと言われる応神天皇腰掛岩が祀られている。本村地区の東には代々庄屋を勤めた「おおみやけ」の屋号で呼称される三宅氏の住宅（大三宅）があり、国の登録有形文化財に登録されている。宮浦港の反対側にあたる直島港のそばには1701年に建立された極楽寺があり、その隣には6代に渡って直島を支配した高原次利を始めとする高原氏の墓標群と、ムカデの絵馬で知られる毘沙門堂がある。かつて存在した高原城（直島城）は1781年に大火によって消失し、跡地には歌舞伎舞台が建設された。直島の由来となった崇徳天皇を祭神とする崇徳天皇神社は積浦地区にある。

## 美術
島内の美術作品ならびに美術館は島の南側に集中しており、宮浦港周辺の「宮ノ浦エリア」、直島港周辺の「本村エリア」、島南部の「美術館エリア」に区分されている。

### 宮ノ浦エリア
- 直島銭湯「I♥湯」

現代美術家の大竹伸朗が手掛けた銭湯として入浴可能な美術作品で、2009年に制作された。
- 宮浦ギャラリー六区

かつて直島で営業していたパチンコ店パーラースリーナインが建築家の西沢大良の設計のもと、店舗のファサードを活かしたまま2013年に展示施設として改装された建築作品である。ギャラリー内にはテーマに応じた作品や資料が期間限定で公開されている。また、パチンコ店に隣接されていた焼肉店へんこつ苑は建築家能作文徳によって島内文化の研究を行う施設へと改装されている。
- 屋外作品

屋外作品としては草間彌生の「赤かぼちゃ」、藤本壮介の「直島パヴィリオン」、ポルトガルの作家ジョゼ・デ・ギマランイスの「BUNRAKU PUPPET」などがある。

### 本村エリア
- 家プロジェクト

1998年に立ち上げられたアートプロジェクトであり、直島に点在する空き家を改修し、美術作品へと昇華させる取り組みで、2025年現在で宮島達男、山本忠司の「角屋」、ジェームズ・タレル、安藤忠雄の「南寺」、内藤礼、木村優、永田直の「ぎんざ」、杉本博司、木村優、設楽敏生の「護王神社」、千住博、秋元雄史、福武總一郎、本多忠勝の「石橋」、須田悦弘、秋元雄史、本多忠勝の「碁会所」、大竹伸朗、秋元雄史、本多忠勝の「はいしゃ」の7作品が公開されている。
- ANDO MUSEUM

直島に美術を持ち込む「直島プロジェクト」に深く携わった建築家、安藤忠雄の活動や直島の歴史を展示する美術館として、古民家を改装して建設された。
- Ring of Fire - ヤンの太陽 & ウィーラセタクンの月

韓国の芸術家であるヤン・ヘギュと、タイの映画監督でありアーティストのアピチャートポン・ウィーラセータクンが協業して2024年に制作した環太平洋火山帯をモチーフとした現代美術作品である。映像、照明、音を活用し、作品題名の通りヤンが「昼」を、ウィーラセータクンが「夜」をテーマに表現している。
- 直島新美術館

安藤忠雄が手掛け2025年5月に開館した、アジア圏で活動する芸術家の作品を収集した美術館である。

### 美術館エリア

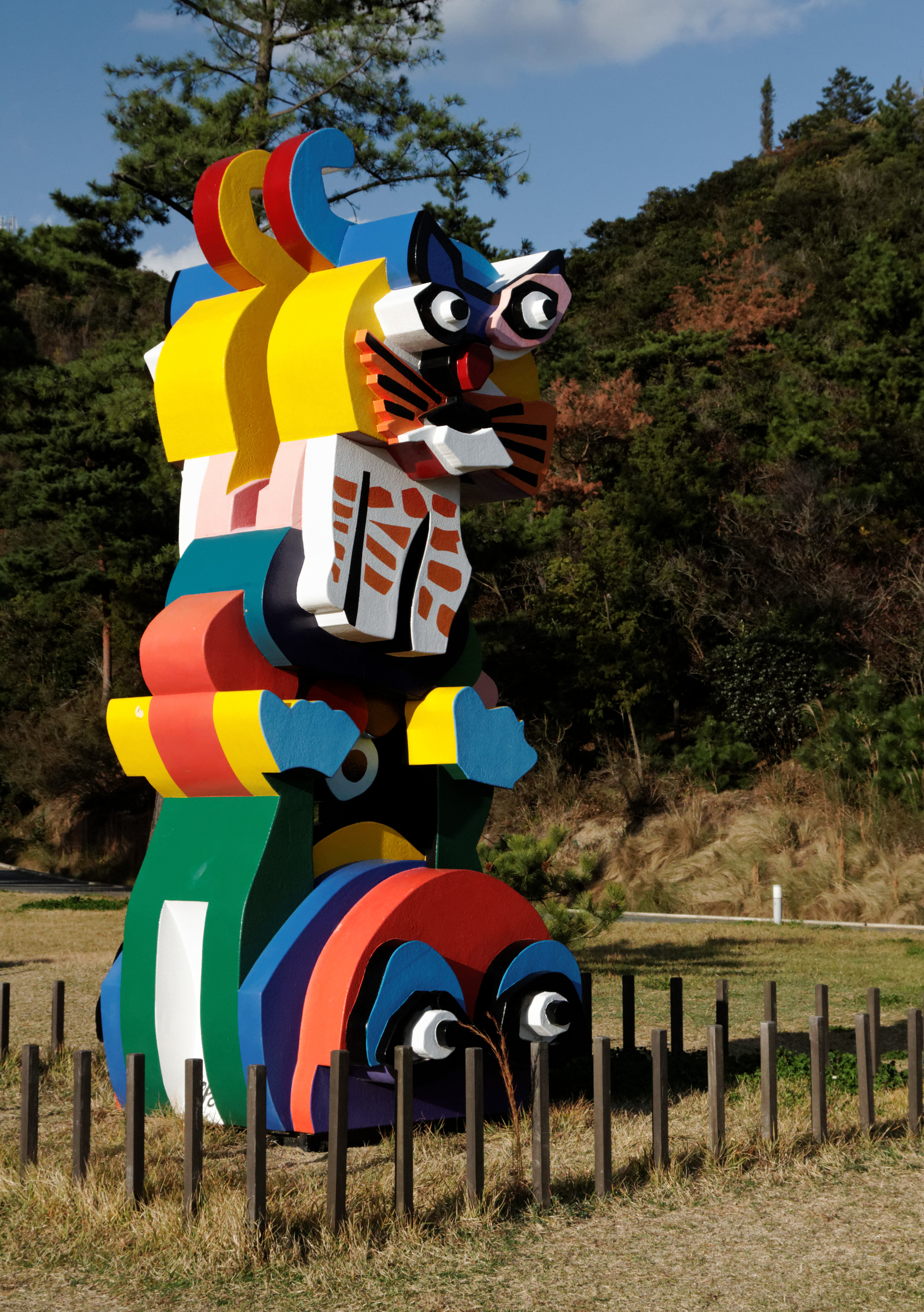
オランダの芸術家カレル・アペルによる「かえると猫」（1990年）

- 地中美術館

2004年に開館した安藤忠雄設計の美術館で、クロード・モネ、ジェームズ・タレル、ウォルター・デ・マリアの作品が展示されている。直島の景観に配慮し、名前の通り建物の大部分が地中に埋められた形で建設された美術館である。
- 李禹煥美術館

韓国の現代美術家李禹煥の絵画、彫刻を展示する美術館として2010年に安藤忠雄の手によって建設された。
- ベネッセハウス ミュージアム

1992年に開館したホテルと美術館が一体化した建築物で、安藤忠雄の手によって建設された。ベネッセコーポレーションが収集した作品に加え、様々な現代美術家が制作したサイト・スペシフィック・アートが展示、公開されている。
- 杉本博司ギャラリー 時の回廊

写真家杉本博司の作品を展示する施設として2022年に建設された。
- 屋外作品

美術館エリア内には草間彌生の「南瓜」やニキ・ド・サンファルの作品をはじめ、多数の芸術家の屋外作品が展示されている。
| 項番 | 制作者                 | 作品名                                       | 制作年        | 備考                           |
| ---- | ---------------------- | -------------------------------------------- | ------------- | ------------------------------ |
| 1    | 草間彌生               | 南瓜                                         | 2022年        |                                |
| 2    | カレル・アペル         | かえると猫                                   | 1990年        |                                |
| 3    | ニキ・ド・サンファル   | らくだ                                       | 1991年        |                                |
| 4    | ニキ・ド・サンファル   | 象                                           | 1991年        |                                |
| 5    | ニキ・ド・サンファル   | 猫                                           | 1991年        |                                |
| 6    | ニキ・ド・サンファル   | 腰掛                                         | 1989年        |                                |
| 7    | ダン・グラハム         | 平面によって2分割された円筒                  | 1995年        | サイト・スペシフィック・アート |
| 8    | アンソニー・カロ       | Final Call                                   | 1988年        |                                |
| 9    | ジョージ・リッキー     | 三枚の正方形                                 | 1972年-1982年 |                                |
| 10   | 片瀬和夫               | 茶のめ                                       | 1987年-1994年 | サイト・スペシフィック・アート |
| 11   | 杉本博司               | タイム・エクスポーズド ミルトア海 スーニオン | 1990年        |                                |
| 12   | 大竹伸朗               | シップヤード・ワークス 切断された船首        | 1990年        |                                |
| 13   | 大竹伸朗               | シップヤード・ワークス 船尾と穴              | 1990年        |                                |
| 14   | 杉本博司               | タイム・エクスポーズド カリブ海 ユカタン     | 1990年        |                                |
| 15   | 三島喜美代             | もうひとつの再生 2005-N                      | 2001年-2005年 |                                |
| 16   | 蔡國強                 | 入浴体験プログラム                           | 1998年        | [ 74 ]                         |
| 17   | ウォルター・デ・マリア | 見えて／見えず 知って／知れず                | 2000年        | [ 75 ]                         |

### 瀬戸内国際芸術祭
瀬戸内国際芸術祭は香川県が主体となって3年に1度の間隔で開催している現代美術祭典（トリエンナーレ）で、2010年から定期的に実施されている。瀬戸内海に点在する島嶼や香川港近郊を開催エリアとし、直島も毎回対象エリアに選定されている。
香川県若手職員の提案により、香川県を「アート王国」として推進する構想が立ち上がり、5年毎に複数の島を舞台として芸術イベントを開催する計画が立案された。2006年には国際芸術祭に先立って直島、高松、小豆島、丸亀、坂出を結ぶ航路の実験運航が行われ、香川県議会で表明が行われた後、2008年に正式に瀬戸内国際芸術祭実行委員会が設立された。来場者30万人を見込んで開催された第1回のイベントは、期待を大きく上回る93万8000人という結果となり、「海と島を会場に開催された世界で初めての国際芸術祭」ということもあって広く世界中に認知された。
このイベントにより直島を訪れた来場者は2010年実施の第1回が291,728人、2013年実施の第2回が265,403人、2016年実施の第3回が257,586人、2019年実施の第4回が257,586人、2022年実施の第5回が303,778人と発表されており、全ての会期でトップのエリア来場者数となっている。外国人観光客の来場は新型コロナウィルス流行前の2019年開催期が最も高く、来場者全体のおよそ23%の割合となっている。